# Casa de las Palmeras
La Casa de las Palmeras es la vivienda que fue propiedad de la poeta chilena Gabriela Mistral. Se encuentra ubicada en la Avenida Francisco de Aguirre de la comuna de La Serena, y en su parte posterior se encuentra la Biblioteca Regional Gabriela Mistral. Fue declarada Monumento Histórico en 1990.

## Historia
Cuando vuelve a Chile desde México en 1925, Gabriela Mistral adquiere una casaquinta en La Serena, cerca del Faro de la ciudad. La propiedad fue comprada para convertirse en el hogar de su madre, Petronila Alcayaga, y de su media hermana, Emelina Molina. También se pensó como lugar de retiro para la poeta, pero finalmente Gabriela Mistral vivió solo entre 1925 y 1926 en el inmueble, pues ese año fue nombrada representante de Chile ante la Sociedad de las Naciones, viviendo casi de forma permanente en el extranjero.
La idea original de Mistral era construir una escuela agrícola en el lugar.
En 2013 se iniciaron reparaciones de la casa con un proyecto de $204 millones financiados por el FNDR-BID, con ello poder abrirla al público y mantener su valor cultural y patrimonial.
Aunque el inmueble pertenece a la Municipalidad de La Serena, los recibos de servicios de agua potable de la empresa Aguas del Valle aún están a nombre de la poetisa.
Actualmente es el Hito 1 de la Ruta Mistraliana y en sus terrenos se edificó la Biblioteca Regional gracias a un acuerdo de comodato entre la Municipalidad de La Serena y Dibam.